# Mike Sangster
Pour les articles homonymes, voir Sangster.
Michael John Sangster, né le 11 septembre 1940 à Kingskerswell (Devon) et mort le 30 avril 1985 à Torquay, est un joueur de tennis britannique.

## Palmarès

### Titre en simple
| No | Date       | Nom et lieu du tournoi             | Catégorie | Dotation | Surface      | Finaliste       | Score           |  |
| -- | ---------- | ---------------------------------- | --------- | -------- | ------------ | --------------- | --------------- |  |
| 1  | 20-07-1968 | Rothmans North of England, Hoylake |           | NC $     | Gazon (ext.) | Herb Fitzgibbon | 2-6, 6-4, 12-10 |  |

### Finales en simple
| No | Date       | Nom et lieu du tournoi             | Catégorie | Dotation | Surface | Vainqueur    | Score              |  |
| -- | ---------- | ---------------------------------- | --------- | -------- | ------- | ------------ | ------------------ |  |
| 1  | 1961       | Tournoi de tennis du Canada        |           | NC $     | NC      | Whitney Reed | 3-6, 6-0, 6-4, 6-2 |  |
| 2  | 21-01-1962 | Hulett's Invitation, Johannesbourg |           | NC $     | NC      | Abe Segal    | 6-2, 12-10         |  |

### Titre en double
| No | Date | Nom et lieu du tournoi      | Catégorie | Dotation | Surface      | Partenaire   | Finalistes | Score |  |
| -- | ---- | --------------------------- | --------- | -------- | ------------ | ------------ | ---------- | ----- |  |
| 1  | 1966 | Alpenländer-Pokal Kitzbühel |           | NC $     | Terre (ext.) | Roger Taylor | NC         | NC    |  |

### Finale en double
| No | Date       | Nom et lieu du tournoi                 | Catégorie | Dotation | Surface      | Vainqueurs                    | Partenaire      | Score         |          |
| -- | ---------- | -------------------------------------- | --------- | -------- | ------------ | ----------------------------- | --------------- | ------------- | -------- |
| 1  | 02-09-1964 | US National Championships Forest Hills | G. Chelem | NC $     | Gazon (ext.) | Chuck McKinley Dennis Ralston | Graham Stilwell | 6-3, 6-2, 6-4 | Parcours |

### Finale en double mixte
| No | Date       | Nom et lieu du tournoi            | Catégorie | Dotation | Surface      | Vainqueurs                  | Partenaire | Score    |          |
| -- | ---------- | --------------------------------- | --------- | -------- | ------------ | --------------------------- | ---------- | -------- | -------- |
| 1  | 13-01-1964 | Australian Championships Brisbane | G. Chelem | NC $     | Gazon (ext.) | Margaret Smith Ken Fletcher | Jan Lehane | 6-3, 6-2 | Parcours |

## Meilleurs résultats en simple
- Internationaux de France : demi-finaliste en 1963 ; huitième de finale en 1961
- Tournoi de Wimbledon : demi-finaliste en 1961
- US Open : demi-finaliste en 1961